# Androktasiai
Androktasiai, Androkrasia (gr. Ανδροκτασιαι, Ανδροκτασια, łac. Androctasiae, Androctasia) – w mitologii greckiej żeńskie demony śmierci w walce podobne do Ker oraz do swoich sióstr Mache. Demony były córkami Eris.